# Severinia (animal)
Severinia es un género de mantis de la familia Mantidae. Es originario de África. Tiene las siguientes especies:

## Especies
- Severinia granulata
- Severinia lemoroi
- Severinia mistshenkoi
- Severinia nigrofasciata
- Severinia obscurus
- Severinia popovi
- Severinia turcomaniae
  - Severinia turcomaniae amphalata
  - Severinia turcomaniae cairaccumi
  - Severinia turcomaniae denticulata
  - Severinia turcomaniae murgabica
  - Severinia turcomaniae plurisegmentatus
  - Severinia turcomaniae septemfluviatilis
  - Severinia turcomaniae turcomaniae
- Severinia ullrichi